# Байсиев, Таулан Альбертович
Таулан Альбертович Байсиев (22 августа 2003) — российский дзюдоист, призёр чемпионата России, победитель Кубка Европы 2024 года.                            По национальности балкарец.

## Спортивная карьера
Воспитанник МКУ ДО «СШ по дзюдо и самбо» Управления по физической культуре и спорту Местной администрации городского округа «Нальчик». Тренируется в Нальчике, под руководством Олега Махова.
Мастер спорта по дзюдо, с 2021 года выступает в составе сборной команды России.
В мае 2024 года в составе сборной России выступил на Кубке Европы в Боснии и Герцеговине. Завоевал золотую медаль.
В октябре 2024 года принял участие в чемпионате России по дзюдо, который проходил в Сочи. В весовой категории до 81 кг стал бронзовым призёром.

## Спортивные достижения
- Первенство России до 21 года 2022—;
- Первенство России до 23 лет 2023–;
- Кубок Европы по дзюдо 2024 — ;
- Чемпионат России по дзюдо 2024 — ;
- Кубок Африки по дзюдо 2025 — [4];